# Adenocarpus ombriosus
Adenocarpus ombriosus là một loài thực vật có hoa trong họ Đậu. Loài này được Ceballo & Ortuno miêu tả khoa học đầu tiên.